# Киевский земельный банк
Киевский земельный банк — крупный акционерный ипотечный банк дореволюционной России . Головная контора банка располагалась в Киеве.

## История
Киевский земельный банк был одним из десяти акционерных земельных банков Российской империи, возникших в 1871—1873 гг. в ходе кредитной реформы, которая начала осуществляться после отмены крепостного права императором Александром II в 1861 г. и просуществовавших вплоть до революционных потрясений 1917 г. Кроме Киевского, в их число входили так же Донской, Харьковский, Полтавский, С.-Петербургско-Тульский, Московский, Бессарабско-Таврический, Нижегородско-Самарский, Виленский и Ярославско-Костромской земельные банки. Складочный капитал этих кредитно-финансовых учреждений, предоставлявших краткосрочные и долгосрочные ссуды под залог как земель, так и городских недвижимостей, на 1 июля 1898 г. составлял 51716520 руб.
В соответствии с Высочайше утвержденным в июне 1872 г. Уставом, Банк осуществлял как долгосрочное (до 66 лет и 2 месяцев — под залог земли и до 38 лет и 4 месяцев — под залог городской недвижимости), так и краткосрочное (сроком до 3 лет) кредитования на территориях, относящихся к Киевской, Черниговской, Подольской и Волынской губерниях. Учредителями Киевского земельного банка выступили землевладелец Киевской и Подольской губерний, шталмейстер двора Его Императорского Величества князь Михаил Викторович Кочубей; землевладелец Киевской и Полтавской губерний, гофмейстер двора Его Императорского Величества Петр Дмитриевич Селецкий; землевладельцы Киевской губернии князь Кудашев и Я. В. Тарновский, землевладелец Подольской губернии Н. К. Виноградский и ещё ряд лиц.
Головная контора Киевского земельного банка с 1886 г. располагалась в здании по улице Институской, д.7, первоначально принадлежавшем первой Киевской бирже, после того, как биржевики переместились на Крещатик. В настоящее время в этом доме — памятнике архитектуры работы Георгия Павловича Шлейфера, находится клуб Кабинета министров Украины.